# Uesslingen
Uesslingen (toponimo tedesco) è una frazione del comune svizzero di Uesslingen-Buch, nel Canton Turgovia (distretto di Frauenfeld).

## Storia

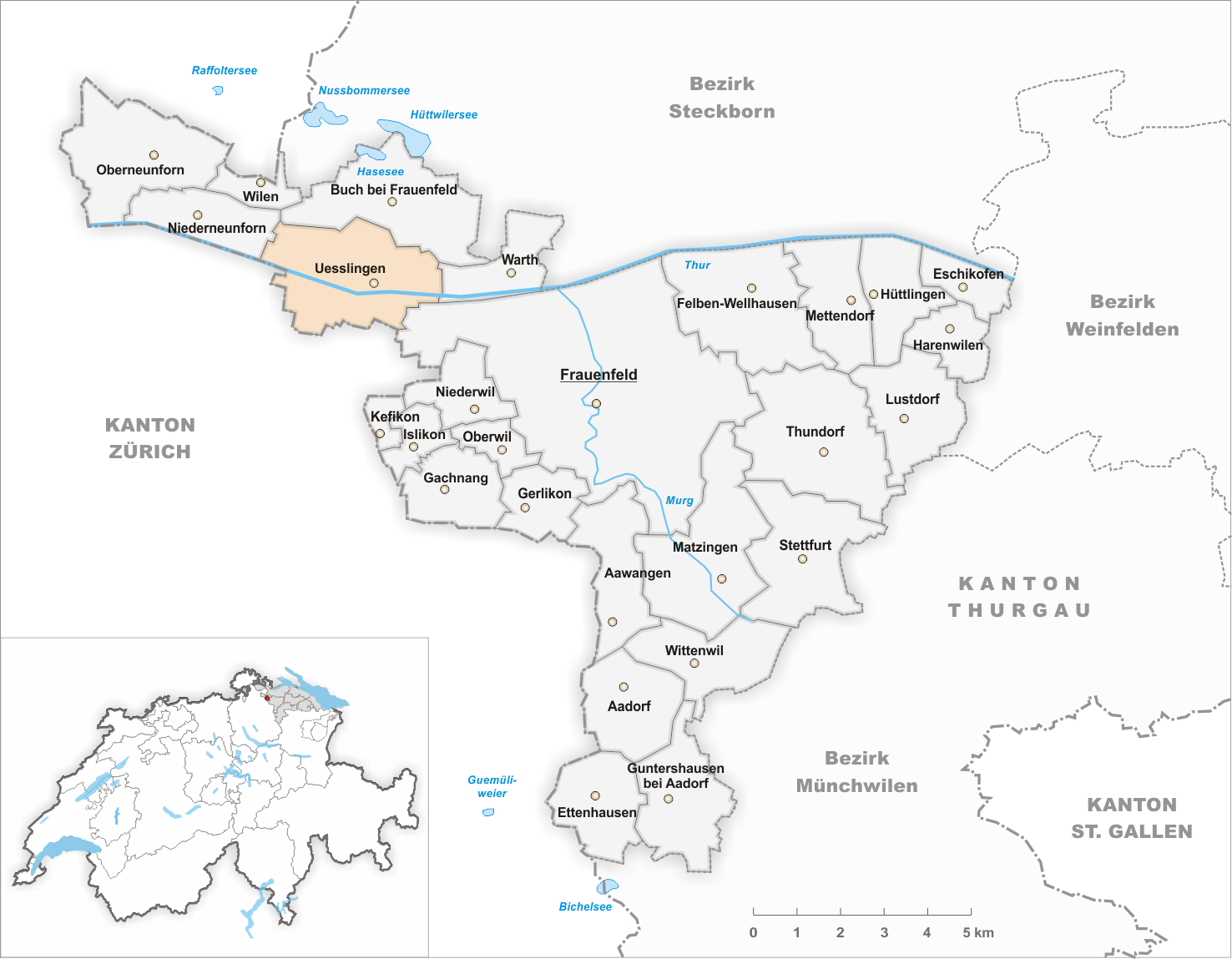
Il territorio del comune di Uesslingen prima degli accorpamenti comunali del 1995

Già comune autonomo (Ortsgemeinde) che comprendeva anche le frazioni di Dietingen, Iselisberg e Wyden (l'omonima  Munizipalgemeinde includeva anche l'Ortsgemeinde di Warth), nel 1995 è stato aggregato all'altro comune soppresso di Buch bei Frauenfeld per formare il nuovo comune di Uesslingen-Buch, del quale Uesslingen è il capoluogo.

## Monumenti e luoghi di interesse

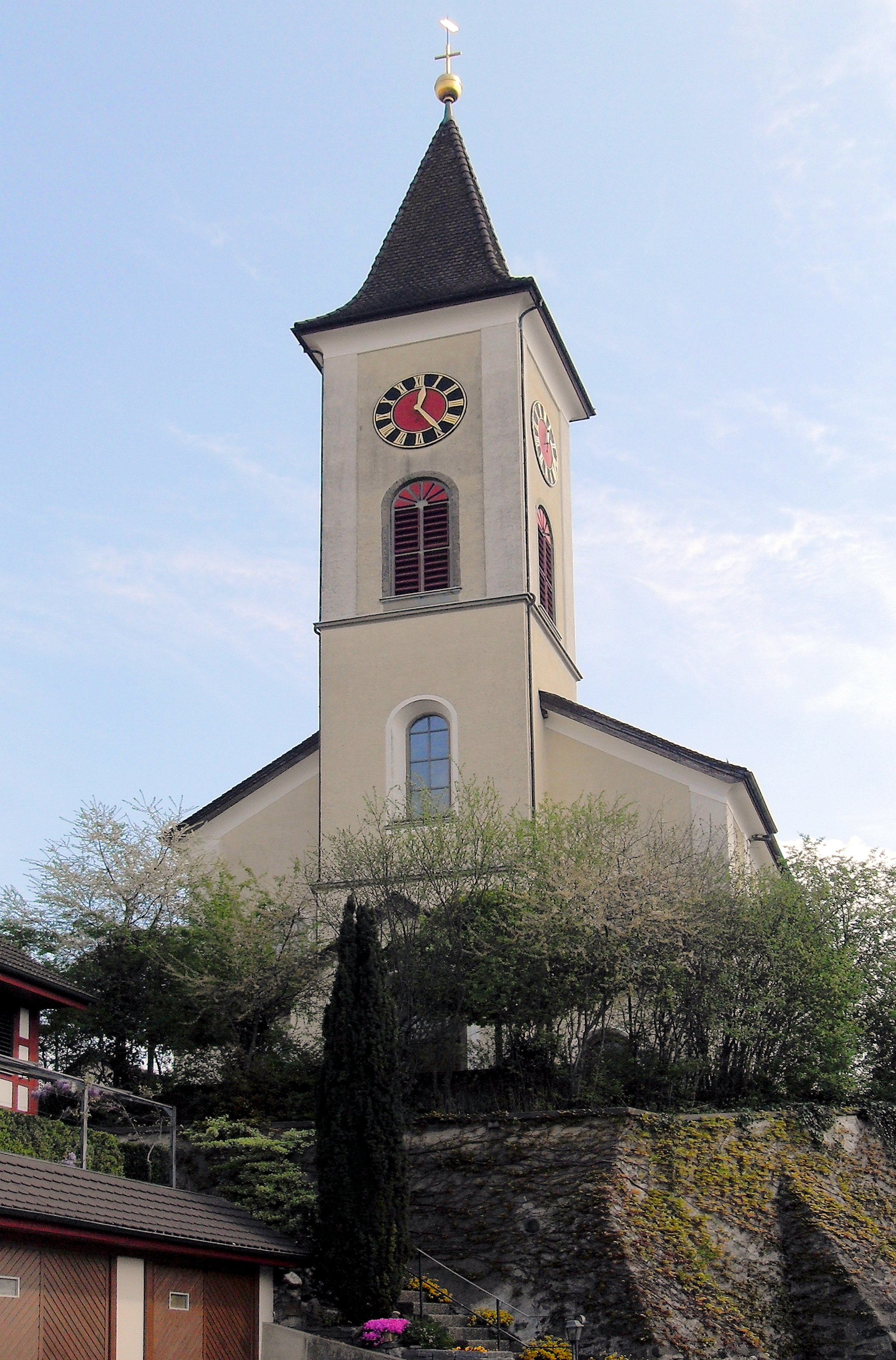
La chiesa paritaria dei Santi Pietro e Paolo

- Chiesa paritaria dei Santi Pietro e Paolo, attestata dal 1152[1].

## Società

### Evoluzione demografica
L'evoluzione demografica è riportata nella seguente tabella:
Abitanti censiti

## Amministrazione
Ogni famiglia originaria del luogo fa parte del cosiddetto comune patriziale e ha la responsabilità della manutenzione di ogni bene ricadente all'interno dei confini della frazione.